# Jacques Lefèvre (compositeur)
Jacques Lefèvre [Lefebvre, Le Febvre] est un compositeur français actif à Paris dans le premier quart du XVIIe siècle. Il a été notamment compositeur de la Chambre du roi.

## Biographie
Il est fils (illégitime) ou neveu de Denis Lefebvre, prêtre chantre et chevecier de la Sainte-Chapelle de Paris, et de Léonarde Perche. Le 4 septembre 1606 celui-ci lui fait don de tous ses biens meubles et immeubles après son décès, pour lui fournir les moyens de faire des études et de trouver un état.
De sa formation musicale, rien n’est connu, mais en 1613 il est déjà un des compositeurs de la Chambre du roi, jusqu’en 1625 au moins (ce qui suppose une formation sérieuse).
En 1618 et 1619, il fait saisir une maison rue Saint-Martin, qui est ensuite adjugée à deux marchands. Il fait aussi saisir une autre maison de la rue du Chantre en 1625. En novembre 1622 il loue une maison de la rue du faubourg Saint-Victor à un maréchal ferrant. Il habite à cette époque au vieux Cimetière Saint-Jean-en-Grève.
En mai 1623, il est témoin au mariage de sa nièce Marie Du Breuil, fille de Radegonde Lefèvre sa cousine germaine. En octobre 1623 il fait une fondation de 400 lt chez les religieux de la Sainte-Trinité de la rédemption des captifs à Montmorency.
En décembre 1623, sa mère (alors mariée à Nicolas de Saint-Rémy) échange contre 600 lt et quelques frais tous les droits que Jacques Lefèvre pouvait avoir sur l’héritage de Denis Lefebvre défunt.
Outre l’existence de maisons lui appartenant, un autre signe de l’aisance financière de Jacques Lefèvre s’observe en mars 1627, lorsque Pierre I Ballard lui emprunte de 500 lt en lui constituant une rente de 25 lt.
Malade, il teste le 18 mai 1627 ; son testament prévoit que toute sa musique, contenue dans six livres in-folio, sera léguée à François Richard, Gabriel Bataille et [Robert ?] Despons.
Sa mort est antérieure à février 1633, puisque le 5 de ce mois, ses légataires universels - Radegonde Lefèvre sa cousine germaine et Jean Dubreuil, procureur au Châtelet – font état d’une rente qui leur est échue à son décès.
Sa charge de compositeur du roi et les éloges qu’on fait de sa musique (voir ci-dessous) montrent que sa réputation a été grande ; elle contraste toutefois avec la pauvreté des sources qui le concernent.

## Œuvres
Le testament de 1627 précise que sa musique consistait en sept psaumes en vers français (peut-être les psaumes pénitentiaux), des chants spirituels français ou latins, des Quatrains de Pibrac, des chansons à quatre ou à cinq voix, des airs et des fantaisies. De tout cela, peu de choses nous sont parvenues, et d’autant moins que l’édition de ses Mélanges de 1613 n’est pas complète.

### Musique spirituelle
- Seules subsiste une pièce publiée tardivement, dans les Laudes vespertinae B. Mariae Virginis... (Anvers : héritiers de Pierre Phalèse, 1648, RISM 16482. Incipit : De Heylige kerck in vreucht ontsprinct à 4 voix.
- Comme il est dit plus haut à propos de son testament, Lefèvre a aussi composé des chants spirituels en français ou en latin, ainsi que des musiques sur les Quatrains de Guy du Faur de Pibrac.

### Musique profane

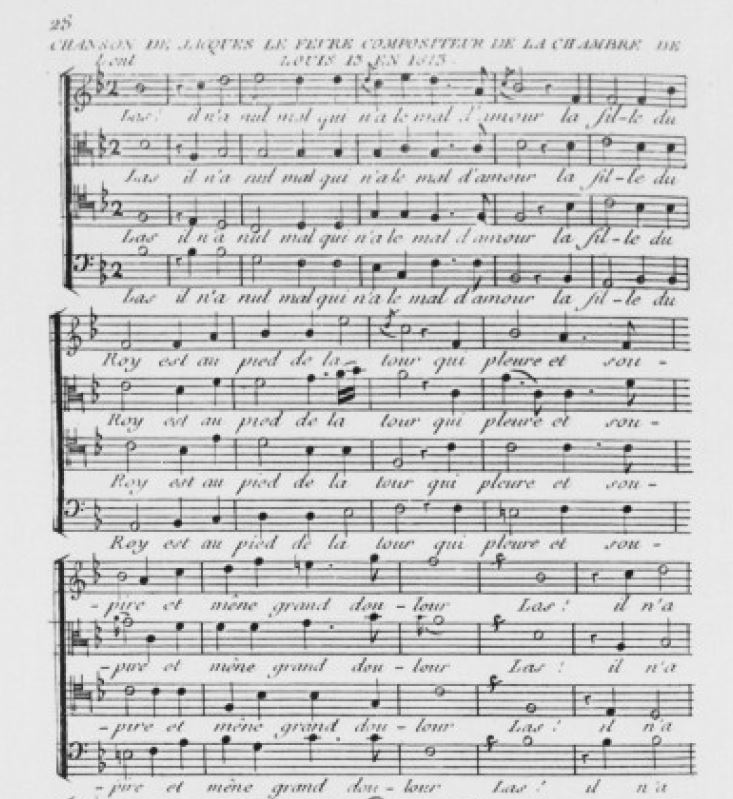
Air de Jacques Lefèvre (1613) dans lEssai sur la musique de JB de La Borde (Paris, 1780).

Meslanges de musique de Jacques Le Fevre, compositeur de la musique de la Chambre du roy... – Paris : Pierre I Ballard, 1613. 6 vol. 4° oblong. Guillo 2003 no 1613-I, RISM L 1434.
Dédicace au jeune roi Louis XIII. Plusieurs pièces liminaires, dont une de Gabriel Bataille. Le seul exemplaire connu (Paris BNF (Mus.) : RES VM7-255) est incomplet de deux parties et de quelques pages.
Le volume contient 36 pièces de 2 à 8 voix, qui s’apparentent surtout à la chanson du XVIe siècle, composée tout au long, mais aussi à l’air de cour, avec des strophes et des refrains. Les textes sont assez lestes et pétillants. Certaines des chansons sont des réarrangements de pièces déjà publiées par Claude Le Jeune en 1585 ou Jean Planson en 1587, qui ont-elles-mêmes des origines populaires.
Dans son Catalogue de 1725, Sébastien de Brossard commente ainsi l’ouvrage : Ce sont tous airs ou chansons dont les paroles sont en françois, les unes fort gayes et plaisantes, mais souvent un peu trop libres, les autres plus tristes et serieuses [...]. L'harmonie au reste de toutes ces pieces me paroit excellente ; c'est dommage que cet ouvrage soit imparfait [incomplet], mais je crois qu'il ne seroit pas facile difficile de le perfectionner. On chante encore (en 1725 c'est-à-dire cent douze ans après) beaucoup de ces Airs quand on se veut divertir &c..
Deux de ces airs sont transcrits en partition dans Laborde 1780, t. 2, p. 28-31 du supplément musical : Las il n’a nul mal qui n’a le mal d’amour et Aime-moi bergère je t’aimerai.
- Deux autres airs pour voix et luth paraissent en 1615 dans les Airs de differents autheurs, mis en tablature de luth par Gabriel Bataille, sixiesme livre (Paris : Pierre I Ballard, 1615, RISM 161511).
- Deux autres enfin pour voix seule dans les VIIe livre d’airs de cour, et de differents autheurs (Paris : Pierre I Ballard, 1626, RISM 162611).
- Trois airs figurent dans le manuscrit Paris BNF (Mus.) : RES VMA-MS-854 : Ah je meurs c’est fait de moi (anonyme), Ah puisqu’il faut mourir et Amis ne parlons plus d’affaire.
- On trouve encore des airs de sa main dans des anthologies de chansons des XVIIIe et XIXe siècles, ce qui confirme une belle faveur populaire, déjà signalée par Brossard.